# Henri Jacobus Cornelis van Ginneken
Henri Jacobus Cornelis van Ginneken (Zundert, 23 april 1891 – Breda, 25 december 1960) was een Nederlands politicus. 
Hij werd geboren als zoon van Karel van Ginneken (1851-1928, looier) en Maria Johanna Geertruida van Mens (1853-1927). Aan het begin van zijn loopbaan was hij volontair bij de gemeente Ginneken en Bavel. Later was hij werkzaam bij de gemeentesecretarie van Teteringen en Zundert. Van Ginneken werd in 1919 benoemd tot burgemeester van Budel en eind 1926 volgde zijn benoeming tot burgemeester van Goirle. Eind 1952, enkele jaren voor het bereiken van de pensioengerechtigde leeftijd, werd hem vanwege gezondheidsproblemen ontslag verleend. Van Ginneken overleed in 1960 op 69-jarige leeftijd.
In 1878 schreef Vincent van Gogh in een brief aan zijn broer Theo over het voorgenomen huwelijk van de ouders van H.J.C. van Ginneken:
"Gisteren moest Pa preken te Zundert en ging ik mede daarheen. Gij moet veel groeten hebben van de Tantes. Gingen ook nog naar Ch. Van Ginneken, die, zoals gij misschien reeds hebt gehoord gaat trouwen met Marie v. Mens en de Ropsentuin heeft gekocht om daar een looierij te zetten."